# Ober-Sankt-Veit

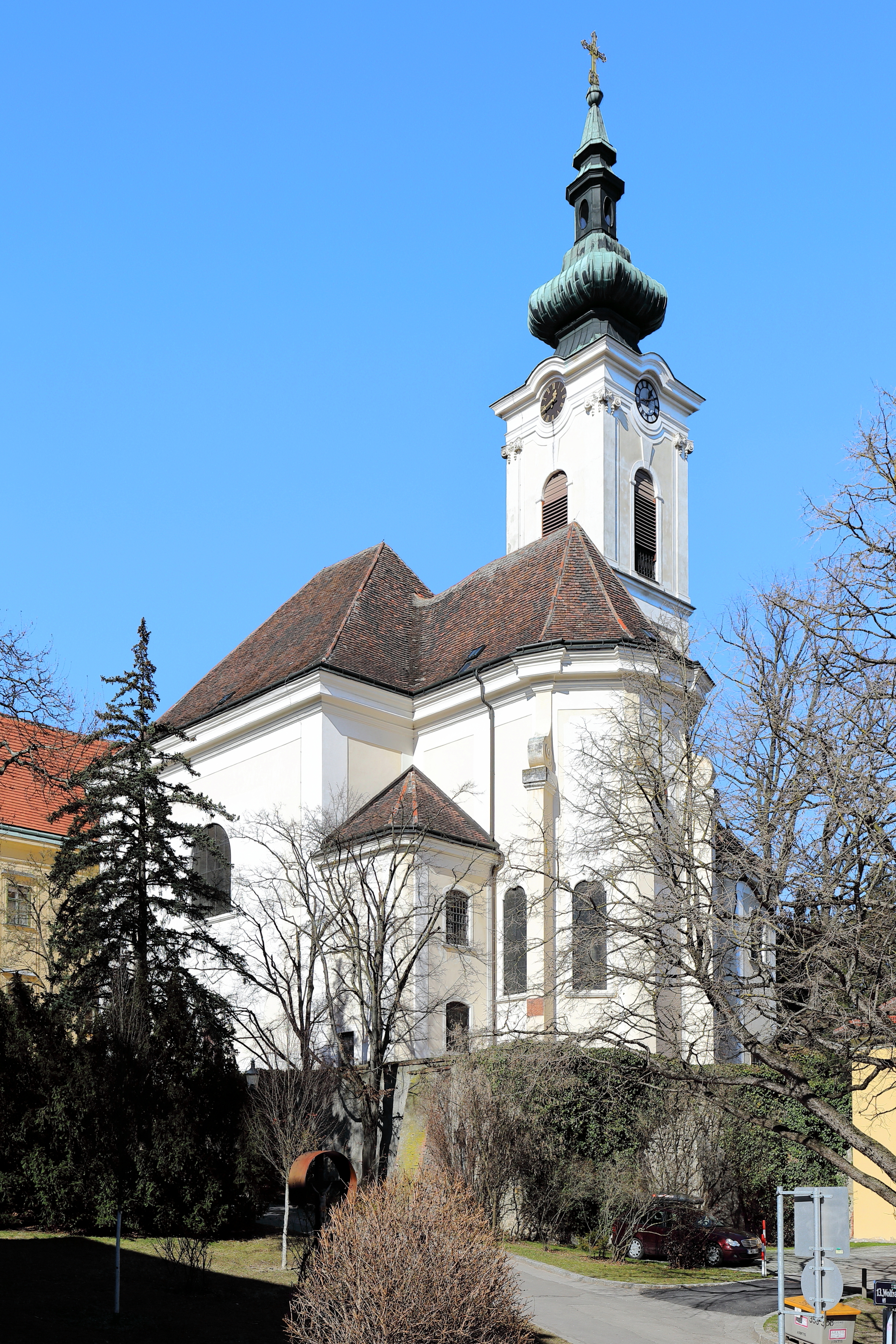
Pfarrkirche Ober-Sankt-Veit

Ober-Sankt-Veit (amtliche Schreibung der Stadt Wien mit Bindestrichen; oft auch ohne diese) ist ein Bezirksteil des 13. Wiener Gemeindebezirks, Hietzing, und eine der 89 Wiener Katastralgemeinden. Der 1015 erstmals offiziell erwähnte historische Ort bildete 1850–1870 mit dem nach 1800 in seinem Vorland entstandenen Unter-St.-Veit die Gemeinde St. Veit an der Wien und war dann bis 1890/1892 eigenständige Gemeinde im Kronland Österreich unter der Enns.

## Geografie
Grenzen:
- Norden: Markwardstiege, Erzbischofgasse, dann südlich der Dominikanerinnen zum Hietzinger Kai – dort Wienfluss bis nach Mantlergasse
- Osten: Spohrstraße, Beckgasse, Mühlbachergasse, Nothartgasse, teilw. Veitingergasse, Wolkersbergenstraße
- Süden: zwischen Versorgungsheim und Klinik Hietzing am Rande des Hörndlwaldes zur Joseph-Lister-Gasse
- Westen: Mauer des Lainzer Tiergartens

Das zur Katastralgemeinde Ober St. Veit (so!) gehörige kleine Gebiet östlich der Verbindungsbahn, das von Beckgasse, Mühlbachergasse und südlichster Münichreiterstraße begrenzt ist, wird heute nicht als Teil Ober-Sankt-Veits wahrgenommen. Es liegt dem Ortskern und der U-Bahn-Station Unter-St.-Veit oder dem Ortskern von Lainz wesentlich näher als deren Ober-Sankt-Veiter Pendants.

## Geschichte

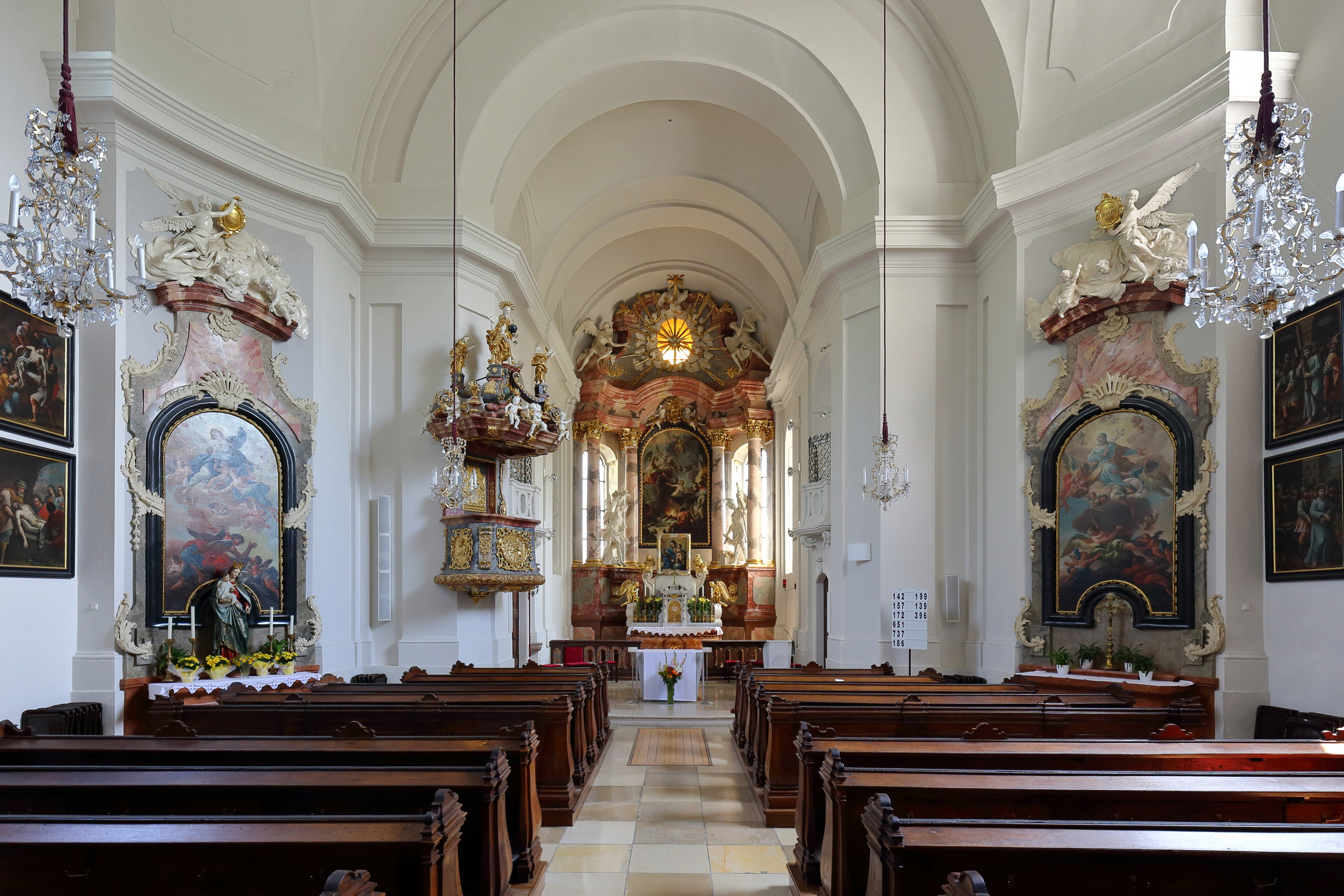
Innenansicht der Pfarrkirche

1969 wurde eine paläolithische Siedlung im heutigen Ober-Sankt-Veit gefunden, die die älteste Spur menschlichen Lebens in Wien ist (etwa 20.000 bis 25.000 Jahre alt). Als erste urkundliche Erwähnung liegt eine Schenkung Kaiser Heinrich II. an die Bamberger Dombrüder aus dem Jahre 1015 vor. Weitere Namen für St. Veit waren auch Godtinesfeld sowie An der Wien und Auf der Wien. St. Veit litt im 15. Jahrhundert unter den Truppen des Matthias Corvinus und wurde während der Türkenbelagerungen 1529 und 1683 verwüstet.
Im Jahr 1762 verkaufte Erzbischof Kardinal Migazzi Schloss und Herrschaft St. Veit an Kaiserin Maria Theresia; sie ließ die Straßenverbindung von Schönbrunn hierher anlegen, die seit 1894 Hietzinger Hauptstraße heißt und vorher in St. Veit Theresiengasse, später Maria-Theresien-Straße genannt worden war, auf dem freien Feld zwischen St. Veit und Alt-Hietzing St. Veiter Gasse bzw. Straße. 1779 kaufte der Erzbischof beides zurück. Er und seine drei Nachfolger bis 1848 blieben dann Grundherren bis zur generellen Aufhebung der Grundherrschaften.
Das Schloss in Ober-Sankt-Veit fand später als Sommerresidenz der Erzbischöfe Verwendung. Im Umfeld des Schlosses kam es zur Ansiedlung landwirtschaftlicher und handwerklicher Betriebe. Anfangs stand der Weinbau im Vordergrund. Dieser wurde durch regelmäßige Trockenperioden und den Befall durch die Reblaus immer schwieriger, sodass sich im 19. Jahrhundert die Milchwirtschaft durchsetzte (mehr als 150 Kühe, 2 große Meiereien: Familien Glasauer und Wimpissinger). Seit damals war Ober-Sankt-Veit bis zum Bau ganzjährig bewohnter Villen eine von Adel und reichen Bürgern bevorzugte Sommerfrische nahe Wien.
Zu Beginn des 19. Jahrhunderts ermöglichte der Erzbischof als Grundherr eine neue Siedlung zwischen St. Veit und Hietzing: das spätere Unter-St.-Veit. Dort siedelten sich vor allem Gewerbebetriebe und Handwerker an. Zwischen den beiden Teilen der 1850 gegründeten Gemeinde St. Veit an der Wien kam es bald zu Interessengegensätzen, die beide Siedlungen die Trennung anstreben ließen. 1867, im Jahr des Ausgleichs zwischen Österreich und Ungarn, wurde die Trennung von der Niederösterreichischen Landesregierung genehmigt.
Es dauerte dann noch mehr als zwei Jahre, bis die Trennung 1870 effektiv wurde: Man hatte steuerzahlender Betriebe wegen lang über die Grenze zwischen Ober- und Unter-St.-Veit gestritten.
Zum 1. Jänner 1892 wurden beide Gemeinden nach Wien eingemeindet und Teile des 13. Bezirks, der nach dem Hauptort Hietzing benannt wurde. Das 1857 erbaute Gemeindehaus für St. Veit bzw. Ober-Sankt-Veit befand sich bis 1891 an der Adresse Hietzinger Hauptstraße 164. Das Haus wurde um 1970 demoliert und 1992–1994 durch einen Zubau zur Volksschule ersetzt.
Um das Jahr der Eingemeindung wurde begonnen, die durch Weinbau und Landwirtschaft nicht mehr genutzten Flächen zu verbauen, vor allem mit Villen wie zuvor bereits im Ort Hietzing. Damit wurde Ober-Sankt-Veit zu einem der Wiener Nobelviertel. 1904 stellte Bürgermeister Karl Lueger den Antrag für einen Wald- und Wiesengürtel an der Peripherie der Stadt. Seit 1905 liegt Ober-Sankt-Veit in einem geschützten Grünbereich, zu dem auch der Himmelhof gehört. Dieser war 1897–1899 Sitz der Künstlerkommune „Humanitas“ des Malers und Kulturreformers Karl Wilhelm Diefenbach.
In Ober-Sankt-Veit hatte der FK Austria Wien (vormals Amateure) ihr erstes eigenes Stadion in der Nähe der heutigen U-Bahn-Station. Es wurde 1914 eröffnet, 1922 ausgebaut und bis 1931 von der Austria verwendet.
1945 bis 1955 befand sich Ober-Sankt-Veit im britischen Sektor Wiens.

## Sport
In Ober St. Veit sind zwei Fußballklubs ansässig. Einerseits der ASK Ober St. Veit, andererseits, der erst 2007 gegründete FC Ober St. Veit. Auch Freizeitsportarten sind bei den Ober St. Veitern auf Grund des großen Angebots ein beliebter Zeitvertreib.

### ASK Ober St. Veit
Der ASK Ober St. Veit wurde 1969 von einer Gruppe Hobbysportlern gegründet und spielt nach dem Meistertitel in der 1. Klasse A ab 2015 in der Oberliga A. Das Team trägt seine Spiele am Sportplatz ASVÖ 13 aus.

### FC Ober St. Veit
Der FC Ober St. Veit wurde 2007 von einer Gruppe Hobbysportlern gegründet und spielte in der Saison 2012/13 in der Diözesansportgemeinschaft in der 2. Klasse A, wo sie den 3. Platz erreichten. Das Team trägt seine Spiele in der Kendlerstraße (16. Bezirk) am Sportplatz Red Star Penzing aus.

## Verkehr
Siehe Verkehr in Unter-St.-Veit; die Angaben umfassen auch Ober-Sankt-Veit. Ergänzend ist auf die U-Bahn-Station Ober St. Veit hinzuweisen sowie auf die Bedienung des Bezirksteils durch die Autobuslinien 53A, 54B und 54A.

## Beliebte Ausflugsziele

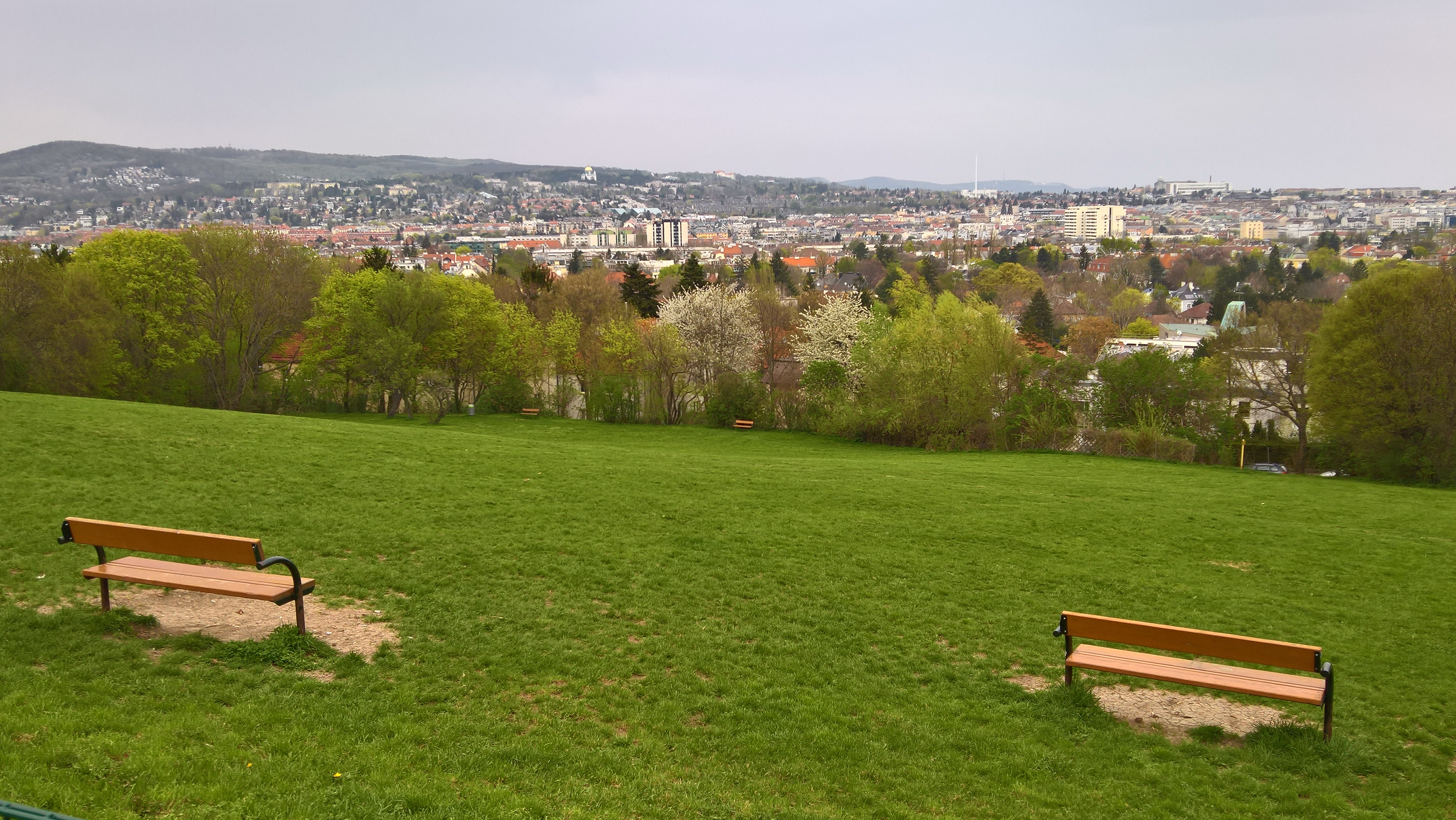
Blick vom Nordhang des Roten Bergs in Richtung des 14. Wiener Gemeindebezirks Penzing

- Lainzer Tiergarten (liegt bereits in der angrenzenden Katastralgemeinde Auhof); von Ober-Sankt-Veit aus führt das St. Veiter Tor, Hanschweg, in das Areal (das vormals geöffnete Adolfstor, Adolfstorgasse wurde ca. 2010 geschlossen)
- Gasthaus Lindwurm, Ghelengasse
- Gasthaus Wildsau, Slatingasse
- Grüngebiet Roter Berg, Trazerberggasse, Nothartgasse, Heinz-Nittel-Weg
- alter Ortskern mit Vorortehäusern und Heurigen, Firmiangasse, Glasauergasse

## Bauwerke

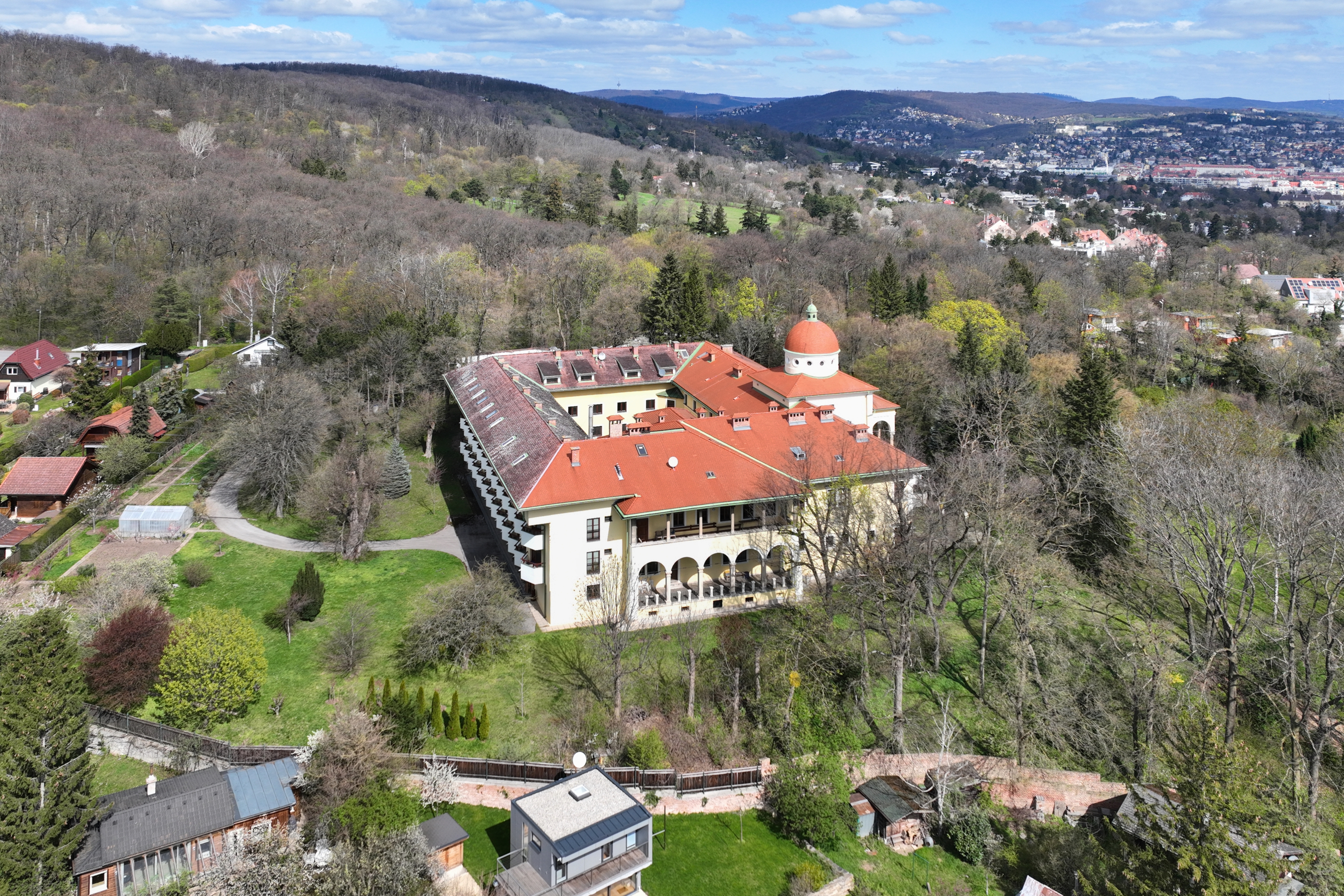
Faniteum, heute Kloster

- Erzbischöfliches Schloss am Wolfrathplatz, 1194 Adelssitz, 1365 von Herzog Rudolf IV. dem Kapitel von St. Stephan geschenkt, 1529 von den Osmanen zerstört. In den Jahren 1650 bis 1654 entstand nach Auftrag von Fürstbischof Philipp Graf Breuner ein barockes, repräsentatives Residenzschloss, das trotz einiger späterer Umgestaltungen noch heute in den wesentlichen Elementen unverändert erhalten ist. Baumeister war Domenico Carlone, Steinmetzmeister Ambrosius Regondi, Richter im kaiserlichen Steinbruch, lieferte das Haupttor und den Stiegenaufgang. Der Stich von G. M. Vischer (1672) zeigt das Schloss im Wesentlichen in seiner heutigen Form (nur der Turm wurde unter Fürsterzbischof Sigismund von Kollonitz 1742 abgetragen). 1762–77 Umgestaltung von Nikolaus Pacassi, Wandbilder von Johann Baptist Wenzel Bergl, später bis ca. 1930 Sommersitz des Wiener Erzbischofs, heute Sitz kirchlicher Schulen.

- Ober St. Veiter Pfarrkirche am Wolfrathplatz, urkundlich 1365, 1433 neugebaut, 1529 und 1683 zerstört, spätgotischer Chor, Langhaus 1742; Baumeister Matthias Franz Gerl
- Ober Sankt Veiter Friedhof, Gemeindeberggasse, mit Mausoleum (Grab Egon Schieles)
- U-Bahn-Station Ober St. Veit, Hietzinger Kai bei Franz-Boos-Gasse, Architekt Otto Wagner
- Jugendstil-Wohnhaus, Schlossberggasse 14, Architekt Otto Wagner junior
- Faniteum, heute Kloster des Karmelitenordens (Schwestern), Hanschweg 1[3]
- Kloster und Gymnasium der Dominikanerinnen, Schlossberggasse[4]
- Villa von Hermann Bahr, Architekt Joseph Maria Olbrich, in der Winzergasse, Ecke Veitlissengasse

Der Ortskern von Unter St. Veit ist zusammen mit den späthistoristisch-secessionistischen Häusern an der Hietzinger Hauptstraße zu einer von der Stadt Wien definierten baulichen Schutzzone zusammengefasst. Im Bereich Stadlergasse, wo die Katastralgemeinde über die Verbindungsbahn ausgreift, hat sie zudem Anteil an der Schutzzone Hietzinger Cottage.

## Grünflächen und Parks
Siehe auch Ausflugsziele
- Girzenberg, Flurgasse, Josef-Gangl-Gasse
- Fischerwiese
- Schinaweiss (auch Matraswiese)
- Himmelhofwiese, Himmelhofgasse, Schilift, ehemals mit einer der Wiener Skisprungschanzen
- Streckerpark, Auhofstraße / Rohrbacherstraße, 1908 anstelle des vormaligen Ober-Sankt-Veiter Ortsfriedhofes errichtet
- Franz-Schmidt-Park, Ghelengasse/Prehausergasse, benannt nach dem Komponisten
- Goldmarkplatz (v. a. Tennisplatz und Kindergarten)

## Berge und Erhebungen
- Himmelhof 370 m (Wiese am Osthang des Hagenbergs 406 m, der bereits zur KG Auhof gehört)
- Gemeindeberg 321 m
- Girzenberg 285 m
- Trazerberg 277 m
- Roter Berg 262 m

## Persönlichkeiten
- Maria Andergast (1912–1995), Schauspielerin, wohnte in den Jahren des Zweiten Weltkriegs in der Schweizertalstraße 19.[6]
- Wilhelm Freiherr von Appel (1875–1911), Schriftsteller und Gründer der Zeitschrift Die Muskete. An dem Anfang 2017 abgerissenen Haus Schweizertalstraße 16 erinnerte eine am 7. Juni 1962 enthüllte Gedenktafel an seinen Aufenthalt und Sterbeort.[7][8]
- Hermann Bahr (1863–1934), Schriftsteller, ließ sich 1899/1900 in der Winzerstraße 22 von Joseph Maria Olbrich ein Haus errichten, das er bis 1912 bewohnte.[9]
- Friedrich Julius Bieber (1873–1924), Afrikaforscher und Ethnologe, wohnte ab 1901 in der Auhofstraße 144–144A. (Gedenktafel, enthüllt am 20. März 1959)[10]
- Ludwig Bowitsch (1818–1881), Dichter und Schriftsteller, lebte im Ruhestand in Ober St. Veit, wo er auch verstarb.[11]
- Elias Canetti (1905–1994), Schriftsteller, wohnte von 1927 bis 1933 in der Hagenberggasse 47. (Gedenktafel, enthüllt am 30. Juni 1995)[12]
- Miltiades Caridis (1923–1998), Dirigent, besaß das 1968/69 von den Architekten Friedrich Rollwagen und Karl Wittmann für ihn erbaute Haus in der Himmelhofgasse 10.[13]
- Robert Demmer (1926–2011), Architekt, Musiker, Komponist und Autor wohnte in der Josef-Gangl-Gasse.[14][15]
- Anton Dermota (1910–1989), Opernsänger, wohnte in der Hagenberggasse 36.[14]
- Karl Wilhelm Diefenbach (1851–1913), Maler und Kulturreformer, gründete 1897 im Hause der ehemaligen Gaststätte „Am Himmel“ am Himmelhof die Künstlerkommune „Humanitas“.[16]

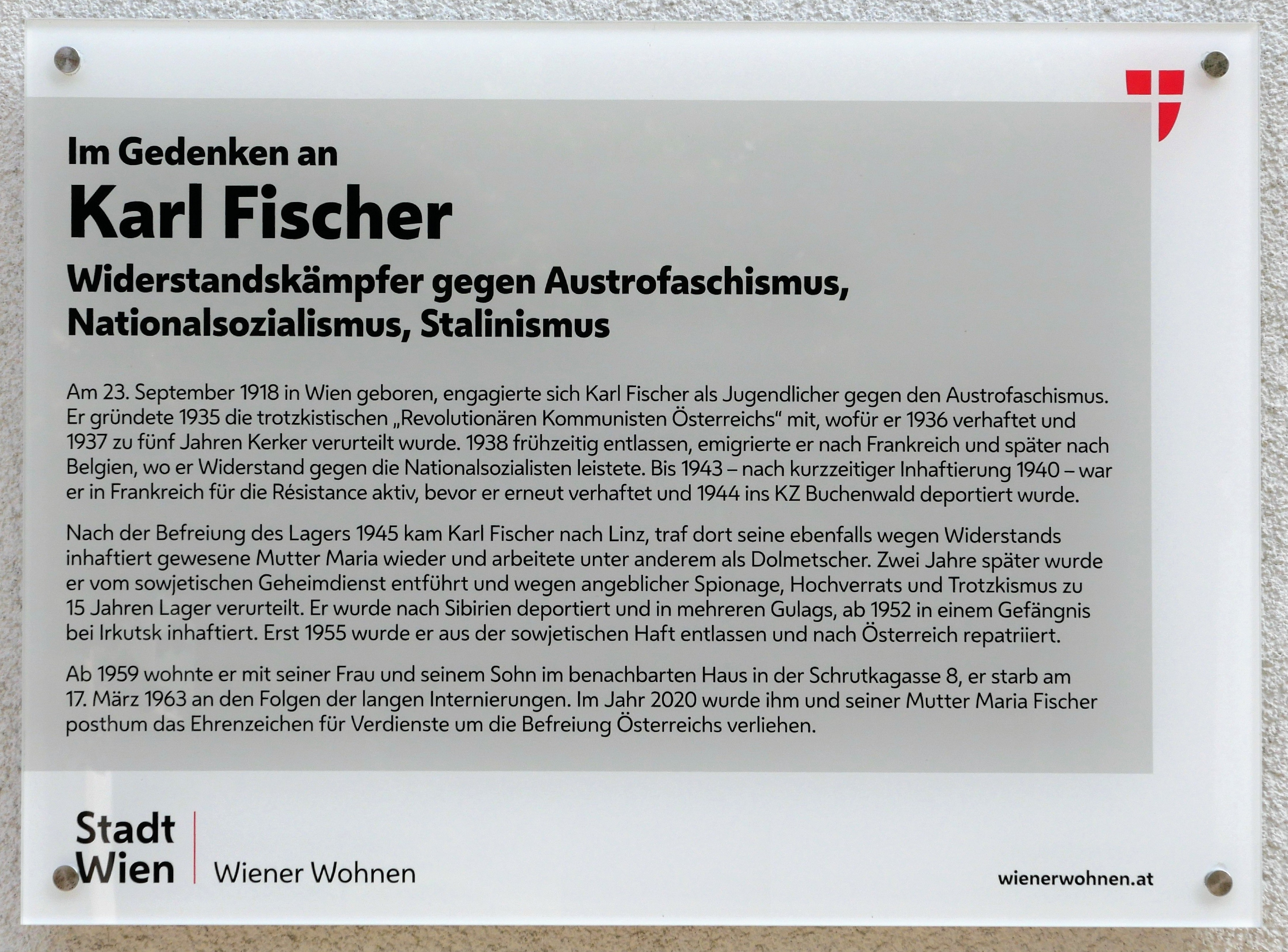
Gedenktafel für Karl Fischer

- Karl Fischer (1918–1963), trotzkistischer Politiker und Widerstandskämpfer gegen den Austrofaschismus, Nationalsozialismus und Stalinismus, wohnte von 1959 bis 1963 in der Schrutkagasse 8.[17] Gedenktafel seit 2023 am Haus Schrutkagasse 6.[18]
- Karl Forster (1847–1906), Hersteller physikalischer Instrumente, Chemiker, Kunstsammler und Geiger, ließ sich 1889/99 von Ferdinand Fellner junior und Hermann Helmer in der Adolfstorgasse 21 ein Sommerhaus mit Sternwarte errichten.[19]
- Hans Fraungruber (1863–1933), Schriftsteller, wohnte zuletzt in der Geylinggasse 7.[20]
- Ernst Heinkel (1888–1958), Flugzeugkonstrukteur, besaß nach der Arisierung im Jahr 1941 von 1942 bis 1950 die Villa Blum in der Angermayergasse 1.[21]
- Karl Jäger (1871–1960), Schriftsteller, Volksbildner (Direktor der Wiener Urania) und Mundartdichter, wohnte in der Hietzinger Hauptstraße 162.[22]

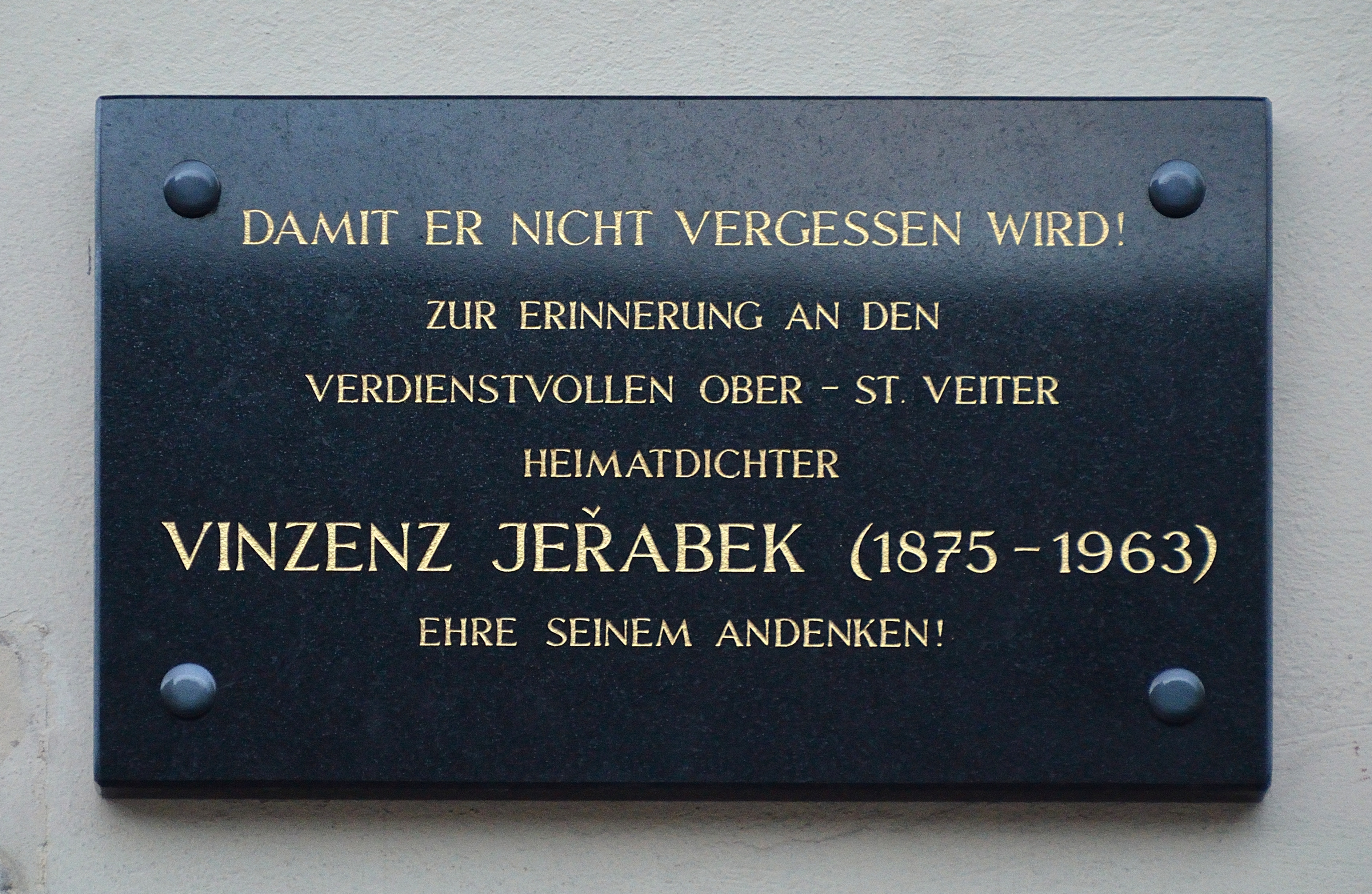
Gedenktafel für Vinzenz Jeřabek

- Vinzenz Jeřabek (1875–1963), Wiener Heimatdichter, wurde im „Spitzerhaus“, Auhofstraße 120, geboren und starb im Ober St. Veiter Schloss, das damals als Altersheim diente.[23] Nach ihm ist der Zenzlsteig benannt.
- Horst Knapp (1925–1996), Wirtschaftsjournalist, wohnte in der Trazerberggasse.[14]
- Josef Kraft (1879–1945), Archivar und Heimatforscher, wohnte in der Auhofstraße 142a.[14]
- Josefine Kramer-Glöckner (1874–1954), Schauspielerin, kaufte 1902 das Haus in der Winzerstraße 2, das sie später mit ihrem Mann Leopold Kramer (1869–1942) ständig bewohnte.[24]
- Erich Lifka (1924–2007), Schriftsteller, Journalist und Übersetzer, wuchs in Ober St. Veit auf und wohnte bis zu seinem Tod in der Erzbischofgasse 31.[25]
- György Ligeti (1923–2006), Komponist, kaufte mit seiner Frau Veronika 1979 die Liegenschaft Himmelhofgasse 34 und ließ das Haus 1979/80 und 1987 durch Anna-Lülja Praun adaptieren.[26]
- Erika Mitterer (1906–2001), Lyrikerin, Erzählerin und Dramatikerin, wohnte zuletzt im Altersheim Veitingergasse 147.[27]
- Fritz Moravec (1922–1997), Bergsteiger und Expeditionsleiter, wohnte in der Versorgungsheimstraße.[28]
- George Niemann (1841–1912), Architekt, Bauforscher und Archäologe, schuf die Deckenmalereien und Fresken in dem von seiner Frau 1887 gekauften Haus in der Einsiedeleigasse 32, das von den beiden als Sommerhaus genutzt wurde.[29]
- Karl Popper (1902–1994), Philosoph und Wissenschaftstheoretiker, wurde in Ober-Sankt-Veit geboren.
- Egon Schiele (1890–1918), hatte ab Oktober 1912 sein Atelier in der Hietzinger Hauptstraße 101 (Gedenktafel, enthüllt am 12. Juni 2015),[30] starb am 31. Oktober 1918 in der Hietzinger Hauptstraße 114 (Gedenktafel) und ist am Ober Sankt Veiter Friedhof beigesetzt.
- Franz Schmidt (1874–1939), Komponist der österreichischen Spätromantik, Rektor der Staatsakademie für Musik und darstellende Kunst, wohnte von 1905 bis 1909 in der Auhofstraße 145.[31]
- Sir Rudolf Carl Freiherr von Slatin Pascha (1857–1932), österreichischer Offizier, Forschungsreisender und ägyptischer Gouverneur, wuchs in der Schweizertalstraße 16 auf.[8][14]
- Fritz Stöckl (1912–1989), Jurist und Eisenbahnschriftsteller
- Otto Stoessl (1875–1936), Schriftsteller, ließ sich 1911/12 von Adolf Loos in der Matrasgasse 20 ein Wohnhaus bauen (Gedenktafel, enthüllt am 14. Oktober 1981). In Unter-St.-Veit besteht seit 1955 die Stoesslgasse.[32]
- Georg Strnadt (1909–1980), wohnte seit ca. 1932 in der Premreinergasse 18.[33]
- William Unger (1837–1932), Radierer, Kupferstecher und Aquarellmaler, lebte von 1893 bis 1919 in der Schweizertalstraße 26.[14][34]
- Die Erinnerungen der austroamerikanischen Sozialpädagogin Sonia Wachstein (1907–2001) an ihre Kindheit in einem rassistischen und antisemitischen Umfeld sind mit der Hagenberggasse 49 verknüpft, wo auch ihr Bruder, der Arzt Max Wachstein, vor seiner KZ-Haft aufwuchs; der Vater der Familie, der Bibliothekar Bernhard Wachstein, starb 1935.